# مهدی مهریزی
مهدی مهریزی (زاده ۱۳۴۱، مشهد) روحانی اهل مشهد و مقیم قم، استادیار دانشکده علوم حدیث، مسؤول مرکز تحقیقات دارالحدیث، مسؤول کتاب‌خانه تخصصی فقه و حقوق و سردبیر فصل‌نامه علوم حدیث می‌باشد.

## تحصیلات
دروس مقدماتی حوزه را در حوزه علمیه مشهد و دروس تخصصی فقه، اصول و فلسفه را در قم گذرانیده است. او پس از گذراندن ۱۱ سال درس خارج حوزه -که در مقایسه با باقی حوزه شبیه نسبت تحصیلات تکمیلی به دوره کارشناسی در مراکز آموزش عالی است - به تحصیل در دانشگاه پرداخت. در حال حاضر به عنوان استادیار دانشکده حدیث مشغول به کار می‌باشد. خارج فقه را از وحید خراسانی، تبریزی و فاضل لنکرانی استفاده نمود. فلسفه را نیز از محمدعلی گرامی، حسن‌زاده، جوادی آملی و انصاری شیرازی فراگرفت.

## تالیفات
مهریزی صاحب بیش از ۱۲۶ مقاله در زمینه علم حدیث است او برنده جایزه کتاب سال ایران در سال ۱۳۸۶ به خاطر اثری با عنوان «دانشنامه عقاید اسلامی» شد.
برخی از کتابهای او به شرح زیرند:
1. مسافرت در اسلام، سازمان تبلیغات اسلامی، تهران، ویرایش اول، دی ۱۳۶۷، ۶۴ ص، پالتویی.
2. تقویم عبادی، سازمان تبلیغات اسلامی، تهران، ۱۳۷۱٬۱۲۰ ص، رقعی؛ ویرایش دوم، سازمان چاپ و نشر وزارت فرهنگ و ارشاد اسلامی، ۱۳۸۱.
3. کتابشناسی اصول فقه شیعه، دفتر تبلیغات اسلامی، قم، دی ۱۳۷۱، ۲۰۸ ص، رقعی.
4. آیینه داران خورشید، سازمان تبلیغات اسلامی، تهران، ج ۱، تابستان ۱۳۷۲، ۱۶۳ ص، رقعی.
5. مرزهای ارتباط با کفار (طرح پژوهشی)، سازمان تبلیغات اسلامی، تهران، پاییز ۱۳۷۲، ۶۹ ص، پالتویی.
6. رساله‌های فقهی (۱) بلوغ دختران؛ الف: ویرایش اول، مرکز مطالعات و تحقیقات اسلامی، قم، بهار ۱۳۷۶، ۴۳۱ ص، وزیری. ب: سازمان چاپ و نشر وزارت فرهنگ و ارشاد اسلامی، تهران ویرایش دوم، ۱۳۸۰.
7. دو راهی‌های زندگی، پاییز ۱۳۷۶، سازمان تبلیغات اسلامی، ۱۲۰ ص، رقعی.
8. مدخل إلی فلسفة الفقه، زمستان ۱۳۷۶، ۱۱۲ ص، رقعی.
9. حجاب، پژوهشگاه، ویرایش اول زمستان ۱۳۷۶٬۷۲ ص، پالتویی.
10. زن، الف: نشر خرم ۱۳۷۷، ۲۴۰ ص، رقعی. ب: ترجمه به انگلیسی.
11. آشنایی با متون حدیث و نهج البلاغه، مرکز جهانی علوم اسلامی، ج ۱، ۱۳۷۷، ۲۳۰ ص، وزیری، ترجمه به عربی با عنوان طرق معرفة النصوص و نهج البلاغه، مرکز جهانی علوم اسلامی، ۱۳۸۰.
12. میراث حدیث شیعه، دفتر اول تا هفتم، مرکز تحقیقات دارالحدیث ۷۷–۱۳۸۰.
13. القواعد الفقهیة، تصحیح و تحقیق، ۷ ج، انتشارات الهادی، وزیری.
14. فقه‌پژوهی، الف: نشر ایران نگین ویرایش اول، ۱۳۷۸، ۳۸۴ ص، وزیری. ب: وزارت فرهنگ و ارشاد اسلامی ویرایش دوم (با اصلاحات و نمایه) ۱۳۷۹.
15. فمینیسم، انتشارات بین‌المللی مهدی، تابستان ۱۳۷۸، ۹۱۵ ص، رحلی.
16. شناخت‌نامهٔ علامه مجلسی، ۲ ج، وزارت فرهنگ و ارشاد اسلامی، زمستان ۱۳۷۸، ۳۰۱ + ۳۸۰ ص، وزیری
17. خردگرایی در قرآن و حدیث، ترجمهٔ (العقل و الجهل فی القرآن و السنة)، دارالحدیث، ۱۳۷۸، وزیری.
18. سیاستنامهٔ امام علی (ع)، ترجمهٔ جلد چهارم موسوعهٔ امام علی (ع)، دارالحدیث، ۱۳۷۹، وزیری.
19. یادنامهٔ علامهٔ مجلسی، وزارت فرهنگ و ارشاد اسلامی، ۳ جلد، ۱۳۷۹، وزیری.
20. امام علی از نگاه دانشوران، وزارت فرهنگ و ارشاد اسلامی، ۳ جلد، بهار ۱۳۸۰، وزیری.
21. زن در سخن و سیرهٔ امام علی (علیه السلام)، دانشگاه علامه طباطبایی، ۱۳۸۱.
22. شخصیت و حقوق زن در اسلام، انتشارات علمی فرهنگی.